# New Strangers
New Strangers var en svensk countrygrupp.
New Strangers bildades till följd av att den mycket uppmärksammade gruppen Rank Strangers splittrats 1970 på grund av oenighet om den musikaliska inriktningen. Från den tidigare gruppen kom Bobby Ahl (mandolin) och Kjell Wanselius (bas) och till dem anslöt sig Totte Bergström (gitarr och sång), Curt Berglund (gitarr och sång) och Peter Winblad (femsträngad banjo) och 1972 började de använda namnet New Strangers. Gruppen var främst inspirerad av amerikansk bluegrassmusik och nådde framgång även utanför Sverige. De deltog på countrygalan på Wembley i London 1973. Debutalbumet Country Grass (EMI, 1972) utkom även i Storbritannien, USA och Australien. Senare album var To the Mountains (EMI, 1974) och Come Closer (EMI, 1976). Gruppen ombildades därefter till countryrockbandet Moonshine.